# 松本文三郎
松本 文三郎（まつもと ぶんざぶろう、1869年6月16日（明治2年5月7日） - 1944年12月18日）は、仏教学者。インド哲学、インド文化・仏教美術史学者。号は亡洋。京都帝国大学名誉教授。インド哲学の泰斗として知られ、仏教芸術に関しても多くの論文を発表した。

## 経歴
出生から修学期
1869年、加賀国金沢（現・石川県金沢市）で生まれた。帝国大学文科大学文学部で学び、1893年に卒業。
哲学研究者として
1894年9月、立教学校（現・立教大学）教授に就いた。1899年、ドイツに留学。同年、文学博士号を取得。
第一高等学校教授を務めたのち、1906年に京都帝国大学文科大学（現・京都大学文学部）の開設委員となり、同大学インド哲学史教授に就任。1908年から1915年まで、同大学第2代学長を務めた。その後も引き続きインド哲学史講座担当教授として教鞭を執り続けた。1919年に文科大学が文学部に改称されると、初代文学部長に就いた。1929年に京都帝国大学を定年退官し、名誉教授となった。
1919年より帝国学士院会員。1938年には東方文化研究所の所長に就任するなど、終始して徳望高き学界の重鎮として知られ、卓越した研究活動の組織者でもあった。1944年、気管支カタルのため京都銀閣寺の自宅で逝去した。

## 受賞・栄典
- 1908年（明治41年）12月11日 - 従五位[7]
- 1917年（大正6年）1月10日 - 従四位[8]

## 研究内容・業績
- 「日本大蔵経」の編集、インド・中国の仏教遺跡調査にあたった[9][10]。
- 京都国立博物館に収集したコレクションが収められている(京都国立博物館が所蔵する書跡の基盤となった3つの1つ：守屋孝蔵コレクション・上野理一コレクション・松本文三郎コレクション)[11]。
- 花まつり - 言葉の起源とされる、1901年にベルリンで催された「Blumen Fest（ブルーメンフェスト）」の発起人の一人。

## 著作

### 著書
- 『近世哲学史』　哲学館　1894年
- 『心理学講義』 明治講学会 1895年
- 『心理学』敬業社 1897年
- 『最近哲学史』哲学館 1898年
- 『哲学概論』　哲学館 1899年
- 『純正哲学 : シオペンハワー哲学提要』 哲学館　1900年
- 『認識論提要』 哲学館 1901年
- 『印度雑事』六盟館 1903年
- 『仏典結集 仏教史論』文明堂 1903年
- 『極楽浄土論』金港堂 1904年
- 『新論理学』金港堂 1904年
- 『宗教と哲学』丙午出版社 1906年
- 『支那哲学史』　東京専門学校　1907年
- 『印度密教と弘法大師の真言』六大新報社 1910年
- 『弥勒浄土論』丙午出版社 1911年
  - 再版 平凡社東洋文庫 2006
- 『金剛経と六祖壇経の研究』貝葉書院 1913年
- 『仏典乃研究』丙午出版社 1914年
- 『宗教倫理叢書』第1巻　広文堂書店　1915年
- 『達磨』国民学芸叢書 東亜堂書房 1915年
- 『支那仏教遺物』大鐙閣 1919年
- 『印度の仏教美術』丙午出版社 1920年
- 『仏教芸術とその人物』同文館 1923年
- 『真言密教の興るまで』真言宗京都大学 1925年
- 『東洋文化の研究』岩波書店 1926年
- 『仏教史の研究』弘文堂書房 1927年
- 『仏典批評論』弘文堂書房 1927年
- 『仏教史論』弘文堂書房 1929年
- 『達磨の研究』第一書房 1942年
- 『東洋の古代芸術』創元社 1943年
- 『先徳の芳躅』創元社 1944年
- 『仏教史雑考』創元社 1944年